# Giulio Saraudi
Giulio Saraudi (né le 3 juillet 1938 à Civitavecchia et mort le 20 avril 2005 dans la même ville) est un boxeur italien.

## Biographie
Giulio Saraudi participe aux Jeux olympiques d'été de 1960 en combattant dans la catégorie des poids mi-lourds et remporte la médaille de bronze.

## Palmarès

### Jeux olympiques
- Jeux olympiques de 1960 à Rome,  Italie
  -  Médaille de bronze.